# Anthothoe panamensis
Anthothoe panamensis is een zeeanemonensoort uit de familie Sagartiidae.
Anthothoe panamensis is voor het eerst wetenschappelijk beschreven door Carlgren in 1951.